# تری‌متیل‌آمین ان-اکسید
تری‌متیل‌آمین ان-اکسید (به انگلیسی: Trimethylamine N-oxide) یک ترکیب شیمیایی با شناسه پاب‌کم ۱۱۴۵ است. که جرم مولی آن ۷۵٫۱۱ می‌باشد. شکل ظاهری این ترکیب، جامد بی‌رنگ است.